# Andrea Cosi
Andrea Cosi (30 de abril de 2001) es un deportista de Italia que compite en atletismo. Ganó una medalla de bronce en el Campeonato Europeo de Atletismo Sub-23 de 2021, en la prueba de 20 km marcha.